# Nerelimomab
Il nerelimomab è un anticorpo monoclonale di origine murina che agisce come inibitore del fattore di necrosi tumorale alfa (TNF-alfa).